# Чом, Иштван
Иштван Чом (венг. Csom István; 2 июня 1940, Шаторальяуйхей — 28 июля 2021) — венгерский шахматист; гроссмейстер (1973). Тренер. Победитель XXIII Всемирной шахматной Олимпиады (1978) в составе команды Венгрии. Чемпион Венгрии (1972). Лучшие результаты в других чемпионатах Венгрии: 1974 — 1—3-е, 1976 — 2-е место. В составе национальной команды участник 9-й Всемирных Шахматных олимпиад (1968—1988), чемпионатов Европы, командного чемпионата мира (1985).
Участник межзонального турнира: Биль (1976) — 9—11-е места. Лучшие результаты в других международных соревнованиях: Дьюла (1965) — 4—5-е; Кечкемет (1968, 1972 и 1979) — 3-е, 4-е и 2—4-е; Пальма (о. Мальорка; 1971) — 6—7-е; Сомбор (1972) — 2—3-е; Олот (1973) — 1—2-е; Любляна — Порторож (1973) — 5-е; Сан-Паулу (1973) — 2—4-е; Кливленд (1975) — 1-е; Монтилья (1975) — 5—6-е; Гастингс (1978/1979) — 2—5-е; Рим (1979 и 1981) — 3-е и 2-е; Берлин (1979) — 1—2-е; Сараево (1981) — 4—6-е; Малага (1981) — 2—4-е; Фрунзе (1983) — 6—7-е; Сьенфуэгос (1984) — 4—7-е; Эсбьерг (1984) — 4—5-е; Марсель (1986) — 2—5-е; Беэр-Шева (1986) — 3—4-е; Порторож — Любляна (1987) — 3-е места.

## Изменения рейтинга
| Графики недоступны из-за технических проблем. См. информацию на Фабрикаторе и на mediawiki.org. |